# Ambia melanalis
Ambia melanalis là một loài bướm đêm trong họ Crambidae.